# Conrad Moench
Conrad Moench, född 15 augusti 1744 i Kassel, död 6 januari 1805 i Marburg an der Lahn, var en apotekare, kemist och professor (ordinarius) i botanik.
Auktorsnamnet Moench kan användas för Conrad Moench i samband med ett vetenskapligt namn inom botaniken; se Wikipediaartiklar som länkar till auktorsnamnet.

## Biografi
Moench var utbildare inom farmaciområdet. Han var från 1786 till sin död professor i botanik och författare till några inhemska botaniska verk. År 1792 uppförde han ett laboratorium vid Marburger Ketzerbach, som tjänade som utbildnings- och forskningsplats för kemi och farmaci. Marburg var på Moenchs tid berömt för sina läroanstalter, ansedda skolor och akademier; invånarnas trädgårdar var fulla av sällsynta växter från diverse länder.
1794 skrev han Methodus plantas horti botanici et agri Marburgensis, ett arbete om växterna i Marburgs botaniska trädgård och omgivning. Detta verk innehöll flera nya släkten, till exempel fackelliljesläktet (Kniphofia), som Moench uppkallade efter vetenskapsmannen Johann Hieronymus Kniphof, bergeniasläktet (Bergenia), för att hedra Karl August von Bergen, och hedblomster (Helichrysum). I ett supplement till Marburgs inhemska flora ändrade han 1802 benämningen för trebladsspirea Spiraea trifoliata i familjen rosväxter (Rosaceae) till Gillenia trifoliata, då den skilde sig från Spiraea-släktet i flera avseenden.
Släktet Gillenia är uppkallat efter doktor Arnold Gillen (född 1586), lantgreve Moritz von Hessen-Kassels livläkare. Idag lyder denna arts botaniska namn även Porteranthus trifoliatus. I nämnda supplement hedrade han även botanikern Domenico Nocca (1758–1841) genom att uppkalla släktet skärvfrön efter honom, Noccaea; idag kallas det dock Thlaspi. Under sent 1700-tal uppkallade Moench läkerudbeckiafamiljen Echinaceae, vilken dock senare integrerades i familjen korgblommiga växter (Asteraceae).

## Eponymer
Till hans ära gav Jakob Friedrich Ehrhart skogsnarvssläktet namnet Moenchia.
Arter:
- (Boraginaceae) Cynoglossum moenchii Nocca & Roem. ex Steud.
- (Caryophyllaceae) Cerastium moenchia Peterm.
- (Cyperaceae) Vignea moenchiana Rchb.
- (Euphorbiaceae) Euphorbia moenchiana Steud.
- (Lamiaceae) Mentha moenchii Pérard
- (Rosaceae) Waldsteinia moenchii Tratt.

## Verk
- Supplementum Ad Methodum A Staminum Situ Describendi. Marburg 1802.
- Arzneymittellehre der einfachen und zusammengesetzten gebräuchlichen Mittel. Marburg 1800.
- Einleitung zur Pflanzen-Kunde. Marburg 1798.
- Methodus plantas horti botanici et agri Marburgensis. Marburg 1794.
- Systematische Lehre von denen gebräuchlichsten einfachen und zusammengesezten Arzney-Mitteln. Marburg 1792–95.
- Verzeichniß ausländischer Bäume und Stauden des Lustschlosses Weissenstein bey Cassel. Fleischer, Frankfurt, Leipzig 1785.
- Bemerkungen über einige einfache und zusammengesetzte Arzneymittel. Fleischer, Frankfurt 1781.
- Enumeratio plantarum indigenarum Hassiae praesertim inferioris. Kassel 1777.